# Carlos Eduardo de Sabóia Bandeira Melo
Carlos Eduardo de Sabóia Bandeira Melo OFMCap (* 1. Juli 1902 in Petrópolis, Rio de Janeiro, Brasilien; † 7. Februar 1969) war ein brasilianischer Ordensgeistlicher und römisch-katholischer Bischof von Palmas. 

## Leben
Carlos Eduardo de Sabóia Bandeira Melo trat der Ordensgemeinschaft der Franziskaner bei und empfing am 4. Januar 1925 das Sakrament der Priesterweihe.
Papst Pius XII. ernannte ihn am 13. Dezember 1947 zum Titularbischof von Girba und zum ersten Prälaten der bereits 1933 errichteten Territorialprälatur Palmas. Der Apostolische Nuntius in Brasilien, Erzbischof Carlo Chiarlo, spendete ihm am 14. März des folgenden Jahres die Bischofsweihe; Mitkonsekratoren waren Inocêncio Engelke OFM, Bischof von Campanha, und Antônio Reis, Bischof von Santa Maria.
Nach der Erhebung der Territorialprälatur zum Bistum wurde er am 11. April 1958 zu dessen erstem Diözesanbischof ernannt.
Er nahm an allen vier Sitzungsperioden des Zweiten Vatikanischen Konzils als Konzilsvater teil.